# Gukhwakkot hyanggi
Gukhwakkot hyanggi (국화꽃 향기?, 菊花꽃 香氣?, Kuk‘wakkot hyanggiMR; lett. "Il profumo dei crisantemi"), noto anche con il titolo internazionale Scent of Love (lett. "Profumo d'amore"), è un film del 2003 scritto e diretto da Lee Jeong-wook.

## Trama
Seo In-ha e Mun Hee-jae si conoscono da molto tempo, tuttavia dopo essersi dichiarato la ragazza rifiuta In-ha perché innamorata di un altro; dopo numerosi anni, In-ha è ancora innamorato, ma dato che un incidente d'auto ha ucciso il fidanzato e i genitori dell'amica, preferisce non "approfittare" della situazione. Hee-jae comprende infine che l'amore dell'amico era sincero, così i due si sposano e la giovane rimane incinta; poco dopo scopre tuttavia di avere un grave cancro allo stomaco, e di dover scegliere tra la propria vita e quella del bambino.